# Hans Ludescher
Hans Ludescher (* 20. Februar 1931 in Klaus; † 22. August 2012 ebenda) war ein österreichischer Politiker (ÖVP) und Landwirt. Ludescher war von 1969 bis 1984 Abgeordneter zum Vorarlberger Landtag.

## Ausbildung und Beruf
Nach dem Besuch der Volksschule Klaus absolvierte Hans Ludescher zwischen November 1948 und März 1950 die landwirtschaftliche Fachschule Mehrerau. Bereits ab 1945 arbeitete Ludescher am elterlichen Bauernhof mit, den er in der Folge 1953 übernahm.

## Politik und Funktionen
Ludescher trat 1953 der Österreichischen Volkspartei und dem Österreichischen Bauernbund bei. In seiner Heimatgemeinde Klaus übernahm er in der Folge bereits 1954 die Funktion des Ortsobmanns des Bauernbundes, zudem war er von 1969 bis 1984 Bezirkvorstandsmitglied des Bauernbundes Feldkirch. Innerparteilich wirkte er von 1969 bis 1984 als Bezirkvorstandsmitglied der ÖVP im Bezirk Feldkirch, zudem war während dieser Jahre Mitglied der Landesparteileitung der ÖVP Vorarlberg. Er vertrat die ÖVP zwischen dem 29. Oktober 1969 und dem 5. November 1984 im Vorarlberger Landtag und war von 1965 bis 1995 Mitglied der Gemeindevertretung von Klaus bzw. von 1965 bis 1970 Mitglied des Gemeinderates. Während der drei Perioden seiner Tätigkeit im Landtag war Ludescher Mitglied im Rechtsausschuss, Mitglied im Landwirtschaftlichen Ausschuss, Mitglied im Kulturausschuss, Mitglied im Sozialpolitischen Ausschuss, Mitglied im Energiepolitischen Ausschuss und Mitglied im Kontrollausschuss. Im Landwirtschaftlichen Ausschuss hatte er zuletzt die Funktion des stellvertretenden Obmanns inne.
Ludescher war des Weiteren Obmann des Jungbauernbildungsklubs Vorderland, Obmann der Bürgergemeinschaft Klaus und Obmann der Agrargemeinschaft Klaus. Er engagierte sich als Kommandant der Freiwilligen Feuerwehr Klaus und war Obmann des Obstbauvereins Klaus. Weiters war er als Ausschussmitglied der Sennereigenossenschaft Klaus, als Ausschussmitglied der Spar- und Darlehnskasse Klaus und als Aufsichtsratsmitglied der Vorarlberger Landes- und Hypothekenbank sowie als Mitglied der Vorderländer Viehversicherung tätig.

## Privates
Ludescher war der Sohn des Landwirteehepaars Johann und Barbara Ludescher. Er heiratete 1960 Maria Kronberger und wurde zwischen 1961 und 1974 Vater von vier Töchtern und drei Söhnen.